# Sqoubin
Sqoubin (tiếng Ả Rập: سقوبين, cũng đánh vần Saqubin) là một thị trấn ở phía tây bắc Syria, một phần hành chính của Tỉnh Latakia, nằm ở phía bắc Latakia. Các địa phương gần đó bao gồm Baksa và al-Qanjarah ở phía bắc, Sitmarkho ở phía đông bắc, Burj al-Qasab ở phía tây bắc. Theo Cục Thống kê Trung ương Syria, Sqoubin có dân số 6.379 trong cuộc điều tra dân số năm 2004. Cư dân của nó chủ yếu là Alawites.